# Lengyel Emil
Lengyel Emil, 1913-ig Witriol (Budapest, 1895. április 26. – New York, 1985. február 12.) magyar származású amerikai újságíró, író, történész, egyetemi tanár. Nagybátyja Ádám Lajos sebészorvos, egyetemi tanár.

## Élete
Witriol József (1869–1897) vasaló és Ádám Hani gyermekeként született zsidó családban. Édesapját kétéves korában elvesztette. 1901 és 1913 között szülővárosában a Rökk Szilárd utcai elemi iskolába, majd Tavaszmező utcai gimnáziumba járt. Ez utóbbi intézményben nagy befolyást tett rá két tanára, Pethő Sándor és Kacsóh Pongrác. Ezután jogi tanulmányokat kezdett a Pázmány Péter Tudományegyetemen.
1915-től az első világháborúban harcolt. 1916 júniusában az oroszok fogságába esett a Bruszilov-offenzíva során. A szibériai Irbit-ben található hadifogolytáborba vitték, ahol 1917-ig tartózkodott. Ez idő alatt elsajátította az angol, francia és német nyelvet. A tábor rossz higiéniai körülményei és a zord életkörülmények miatt (a megérkezését megelőző évben a tábor foglyainak 80 százaléka meghalt, de 1916-ra a helyzet némileg javult) megbetegedett maláriában, és többször tetves lett. A haja ez idő alatt megőszült. 1917 végén egészségi állapota miatt egy fogolycsere keretében hazaszállították Finnországon, Svédországon és Norvégián keresztül.
1918-ban fejezte be egyetemi tanulmányait és jogi doktori címet szerzett. A Tanácsköztársaság alatt orvosi tanulmányokat kezdett, de a numerus clausus miatt a Horthy-rendszerben nem folytathatta. Ezután fordítóként dolgozott a Magyar Postánál. Nem sokkal később a Magyar Hírlap munkatársa lett, majd Bécsbe  költözött, ahol egy ottani újsághoz szerződött.
1920 és 1921 között a bécsi Ungarische Rundschau szerkesztőjeként dolgozott. 1921 decemberében az Egyesült Államokba költözött, ahol különféle európai újságok tudósítója lett. Eredetileg azért utazott az USA-ba, hogy beszámoljon a washingtoni leszerelési konferenciáról, ám megszerette ottani életét, s úgy döntött, hogy végleg letelepszik. Ettől kezdve különböző közép-európai újságok állandó tudósítójaként számolt be az Államokban történtekről. 1927-ben megkapta az amerikai állampolgárságot.
Az 1920-as évek végétől a New York Times munkatársaként rendszeresen utazott Európába, ahonnan tizennégy éven át tudósított a kontinens politikai és társadalmi eseményeiről, viszonyairól és fejleményeiről, valamint könyvismertetésekről. Találkozott különféle vezető politikusokkal, valamint a kontinens tudományos és kulturális életének kiváló szereplőivel, köztük Albert Einsteinnel és Thomas Mann-nal.
Az 1930-as évek elejétől szépirodalmi könyveket is írt. Műveinek főbb témái egyrészt Európa, Törökország, a Közel-Kelet és – a későbbi években – az indiai szubkontinens politikai viszonyainak tanulmányozása volt, valamint a 20. század kiemelkedő politikai személyiségeinek életrajzai, mint pl. Mahatma Gandhi, Dzsemal pasa és Dzsaváharlál Nehru. 1932-ben bemutatta az egyik legkorábbi életrajzot Adolf Hitlerről, amiért a nácik halállistájára került, és összes művét megsemmisítendőnek ítélték. A New York Times mellett még cikkeket közölt olyan újságokban, mint a Toronto Star, a The Nation és a The Saturday Review. Fordítóként is működött, a weimari korszakból származó német írók műveit, illetve Molnár Ferenc darabjait fordította angolra. Hosszabb időt töltött Párizsban, ahol kapcsolatba került Károlyi Mihállyal és feleségével, valamint Bölöni Györggyel.
1935 és 1942 között a Brooklyni Politechnikai Intézet történelem és közgazdaságtan docense volt. 1939-től óraadóként dolgozott a New York Egyetemen (1939–1943), 1939-ben adjunktusi (1939–1947), 1947-ben docensi (1947–1951) fokozatot kapott, mielőtt 1951-ben a történelemtudomány rendes professzora lett (1951–1960). 1960 óta ezen intézmény professor emeritusa volt. Már 1941 januárjában kinevezték a New York Egyetem Oktatási Iskolájában oktatónak.
A nemzetiszocialisták az állam ellenségének minősítették: 1940 tavaszán a Birodalmi Biztonsági Főhivatal – amely tévesen azt gondolta, hogy Nagy-Britanniában tartózkodik – felvette a leginkább keresettebb britek listájára (Sonderfahndungsliste G.B.), akiket a Brit-szigetek sikeres megszállása esetén felkutatnak és megölnek. A listán kétezer ember közül a 68. volt.
A második világháború alatt részt vett a Demokratikus Magyarok Amerikai Szövetségének munkájában, majd a háború után megszervezte a 'Save the Children of Hungary' nevű akciót.
1960-tól a Rutherford-i Fairleigh Dickinson Egyetem történelem professzora volt. 1963 és 1972 között a Társadalomtudományi Tanszék (Chairman of Social Sciences Department) elnöki posztját is betöltötte, 1972-ben a történelemtudomány egyetemi docense.

## Tagságai
- American Academy of Political and Social Science
- American Historical Association
- American-European Friendship Association (1956 és 1962 között elnöke volt)
- American Association for Middle East Studies
- American Association of University Professors
- Authors' League of American Overseas Press Club
- PEN Club
- Columbia University Seminars on Pre-Industrial Area
- Mongolian Society
- Magyar Tudományos Akadémia

## Családja
1938. július 17-én házasságot kötött Delej Líviával, akitől egy fia született, Péter.

## Művei

### Szerzőként
- Cattle Car Express. A Prisoner of War in Siberia, 1931
- The Cauldron Boils, Dial Press, 1932
- Hitler, New York, Dial, 1932
- The New Deal in Europe, New York 1934
- Millions of Dictators, 1936
- The Danube, 1940
- Turkey, New York 1940
- Dakar: The Outpost of the Two Hemispheres, Garden City Publishing Co, New York 1943
- Siberia, Random House, New York 1943 (Átdolgozva 1947-ben megjelent Secret Siberia címmel)
- America's Role in World Affairs, Harper, 1946 (magyarul Amerika világpolitikai szerepe, Budapest, 1949)
- Americans from Hungary, Philadelphia 1948
- World Without End. The Middle East, 1953
- Egypt's Role in World Affairs, 1957
- 1,000 Years of Hungary, John Day, New York 1958
- Changing Middle East, John Day, New York 1960
- They Called Him Ataturk, John Day, New York 1962
- Krishna Menon, Walker & Co., 1962
- The Soviet Union. The Land and Ist Peiple, 1962
- Form Prison to Power, 1964
- The Land and People of Hungary, Lippincott, 1965, revised edition
- The Subcontinent of India. An Introduction to the History, Geography, Culturepolitic and Contemporary Life of India, Parkistan and Ceylon, 1965
- Mahatma Gandhi. The Great Soul, 1966
- Jawaharlal Nehru. The Brahman from Kashmir, 1968
- Lajos Kossuth, Hungary's Great Patriot 1969
- Asoka the Great, India's Royal Missionary, F. Watts, 1969
- Nationalism, the Last Stage of Communism, 1969
- First Book of Turkey, F. Watts, 1970
- Ignace Paderewski: Musician and Statesman, Watts, 1970
- Iran, 1972
- Pakistan: A First Book, F. Watts, 1971
- Pakistan, 1972

### Fordítóként
- Georg M. Karst: he Beast of the Earth, New York 1942

## Fordítás
- Ez a szócikk részben vagy egészben  az   Emil Lengyel című német Wikipédia-szócikk ezen változatának fordításán alapul.  Az eredeti cikk szerkesztőit annak laptörténete sorolja fel. Ez a jelzés csupán a megfogalmazás eredetét és a szerzői jogokat jelzi, nem szolgál a cikkben szereplő információk forrásmegjelöléseként.